# Jitka Komendová
Jitka Komendová (* 11. srpna 1967 Pnětluky) je česká spisovatelka knih pro děti.

## Díla
- Jak rozkvétá Sněženka (1998)
- Když Sněženka uvadá (1999), ISBN 80-7190-936-X
- Klíč od ráje (1999), ISBN 80-7190-900-9
- Medová holka (1999), VÍKEND, ISBN 80-7222-073-X
- Štěstí na dosah (1999), ISBN 80-7190-948-3
- Láska na prodej (1999), ISBN 80-7190-816-9
- Odpusť, tati! (2000), ERIKA, ISBN 80-7190-133-4
- Praštěnky (2000), ISBN 80-7190-145-8
- Srdce a růže (2000), ERIKA, ISBN 80-7190-229-2
- Philadelphia po česku aneb pod hrozbou AIDS (2001), ERIKA, ISBN 80-7190-517-8
- Sněhobílá Kráska (2001)
- Princezna od koní (2001), ERIKA, ISBN 80-7190-493-7
- Na křídlech motýlů (2001)
- Dubánek a Bukvička (2001), ISBN 80-7190-625-5
- Tři kroky od lásky (2002), Petra, ISBN 80-7301-043-7
- Trable zamilované holky (2002), Petra, ISBN 80-7301-044-5
- Zuzanka a koník Max (2002), ERIKA, ISBN 80-7190-817-7
- Já, Klára a spousta průšvihů (2003), Petra, ISBN 80-7190-182-2
- Zítra přijdu, Katy (2004), ERIKA, ISBN 80-7190-458-9
- Magda (2004), nakl. Divus, ISBN 80-86450-35-X
- I bez Kláry mám spoustu průšvihů (2005), ERIKA, ISBN 80-7190-758-8
- Láska na prodej, 2. vydání (2014), AKCENT
- Zuzanka a koník Max, 2. vydání (2016), AKCENT
- Korsak a zlatý meč, (2016), FRAGMENT
- Neplechy medvídka Matýska (2017), FRAGMENT
- Od srdce k srdci, z ruky do ruky (2019) - kolektiv autorů: Ivona Březinová, Oldřiška Ciprová, Tereza Drvotová-Kloubková, Kateřina Dubská, Ilona Fišerová, Martina Formanová, Markéta Harasimová, Tereza Hasanová, Lucie Hlavinková, Ivana Humlová, Věra Kirchnerová, Jitka Komendová, Eva Lorencová, Radek Malý, Marka Míková, Alena Mornštajnová, Iva Pekárková, Františka Barborka Pošmourná, Ivana Prudičová, Petra Soukupová, Michal Viewegh, Jiří Žáček
- Lilly: Prázdniny na koni (2020), FRAGMENT